# Círculo de Goseck

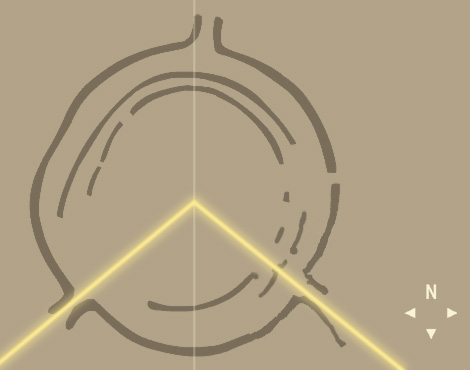
Esquema do sítio do Círculo de Goseck. As linhas amarelas representam a direção do nascente e do poente do Sol no Solstício de Inverno, enquanto a linha vertical mostra o meridiano astronômico.

O Círculo de Goseck localiza-se em Goseck, no distrito de Weissenfels, no estado de Saxônia-Anhalt, na Alemanha.
Trata-se de um sítio arqueológico descoberto a partir de fotografias aéreas de um campo de trigo em 1992,que vem sendo considerado como o Stonehenge alemão, devido à semelhança de sua estrutura com a primeira etapa construtiva do círculo megalítico na Inglaterra. A sua importância reside em ser, simultâneamente, o mais antigo observatório solar da Europa e o mais antigo templo da Europa Central, deixando ainda em evidência o fato que na Europa, no período neolítico e na idade do bronze, a observação do céu era muito mais evoluída de quanto pensava os estudiosos. O local só foi aberto ao público no mês de agosto de 2003. 

## Descrição
O Círculo de Gosecké um dos melhores conservados e o sítio melhor examinado em relação a outros similares realizados nas regiões mais ou menos no mesmo período. Seu estado de conservação há permitiu aos estudiosos de considerá-lo um observatório solar; ainda que alguns arqueólogos não são totalmente convencidos. Quando o local foi aberto pela primeira vez, Harald Meller, um arqueólogo, o definiu "um marco histórico na pesquisa arqueológica".
A datação do sítio, baseada nos fragmentos de cerâmica no local, indica que foi erguido cerca de 4900 a.C. A sua dimensão original era de 75 metros de largura e consistia de quatro círculos concêntricos, os dois externos sendo depressões (fossos), e os internos estruturas de madeira (paliçadas), com dois metros de altura. Havia três portais, voltados a Sudoeste, Sudeste e Norte. No solstício de inverno (21 de dezembro), a trajetória do Sol (nascente e poente) podia ser acompanhada por um observador postado no centro do círculo, voltado para os portais do Sudeste e Sudoeste, respectivamente.
A cultura que realizou o monumento é aquela chamada pelos estudiosos CERÂMICA DECORADA COM "SOCO". A maior parte dos arqueólogoso concordam com o fato que o sítio foi utilizado para observações astronômicas. Se pensa que foi utilizados para cálculos calendários e para harmonizar, entre eles, o calendário lunar e o solar (mais procurado para usos práticos). De qualquer modo os estudiosos não são de acordo sobre o fato de que todo o sítio tenha havido um só tipo de uso.

## Semelhança
Existe semelhança entre o ângulo solsticial dos portais com os ângulos identificados no disco de Nebra, descoberto a cerca de 25 quilômetros de distância do sítio de Goseck. O artefato consiste num disco de bronze, com representações estilizadas do Sol, da Lua, de estrelas e do aglomerado das Plêiades (constelação zodiacal/eclíptica do Touro), além das figuras de uma embarcação e de arcos. A semelhança desses ângulos demonstra uma continuidade na tradição de observação do cosmos em Goseck, uma vez que o disco é mais recente, datado de 1600 a.C..